# 約氏囊鰓鰻
約氏囊鰓鰻為輻鰭魚綱囊鰓鰻目囊鰓鰻科的一個種，分布於中東大西洋的亞速群島海域，屬深海魚類，棲息深度可達1400公尺，屬肉食性。

## 擴展閱讀
維基物種上的相關：約氏囊鰓鰻